# Boulevard de Verdun (Rouen)
Pour les articles homonymes, voir Boulevard de Verdun.
Le boulevard de Verdun est une voie publique de la commune française de Rouen.

## Situation et accès
Il est situé en rive droite de la Seine, dans le prolongement du boulevard de l'Yser. Avec ce dernier ainsi que les boulevards des Belges et de la Marne (tous faisant référence à la Première Guerre mondiale), il permet de desservir le Vieux Rouen.
Rues adjacentes
- Rue des Capucins
- Rue François-de-Civille
- Impasse des Arquebusiers
- Rue des Sapins

## Origine du nom
Elle porte le nom de Verdun, ville du département de la Meuse, célèbre par la bataille dont elle fut le centre en 1916.

## Historique
Cette voie a été ouverte à l'emplacement des anciennes fortifications qui avaient été démolies au XVIIIe siècle sous le nom de « boulevard Saint-Hilaire » puis de « boulevard de la Convention » pendant la période révolutionnaire pour redevenir « boulevard Saint-Hilaire » et prendre après la fin de la Première Guerre mondiale, en 1922, sa dénomination actuelle,

## Bâtiments remarquables et lieux de mémoire
Au no 37 se trouve la piscine Boulingrin.